# Susan-myeon
Susan-myeon (koreanska: 수산면) är en socken i den centrala delen av Sydkorea, 130 km sydost om huvudstaden Seoul. Den ligger i södra delen av kommunen Jecheon i provinsen Norra Chungcheong.